# 特勞恩德灣之役
特勞恩德灣之役於1862年4月19日發生在北卡羅來納的彼得郡,是在早期南北戰爭中北軍將領柏恩賽德為遠征及控制卡羅來納而發動的第六場戰役。

## 戰事
北軍與南軍於特勞恩德灣一帶交鋒，但雙方一直都沒有突破，直至北軍向南軍陣地不斷開火，擊斃了南軍軍官，才使頑強的南軍撤離。

## 戰事結束
南北雙方傷亡人數為40。雖然北軍得勝，但他們隨即要回華盛頓特區,所以沒有佔領什麼。